# 実験音楽
実験音楽（じっけんおんがく、英: experimental music）は、現代音楽のジャンル、潮流の一つである。音楽学においてはアメリカの作曲家、ジョン・ケージの導入した用語法として理解されている。ケージは「実験的行為」について、「結果を予知できない行為」という定義を与えており、この意味での実験音楽とは不確定性の音楽、あるいはそれにチャンス・オペレーションを加えた偶然性の音楽を指す。この（狭義の）「偶然性の音楽」は、1950年代初頭以降、ケージを中心とした作曲家達によって営まれた。

## 概要
元々はヨーロッパにおいてピエール・シェフェールの「ミュージック・コンクレート」などが「実験音楽」と呼ばれていた。
その後、アメリカにおいて「実験音楽」という言葉に記事冒頭の定義のような意味合いが強まると、ジョン・ケージの音楽に対して、当時のヨーロッパのセリー技法を用いる作曲家（ブーレーズ、シュトックハウゼンなど）の音楽は、たとえ技法として偶然性を取り入れていても「前衛」（アヴァン＝ギャルド）ないし「前衛音楽」と呼んで明確に区別するようになった。
このような用語法は、レナード・メイヤーの著書『音楽・芸術・思想－20世紀の文化におけるパターンと予測』（Music, the Arts, and Ideas: Patterns and Predictions in Twentieth-Century Culture、1967年）や、マイケル・ナイマンの著作『実験音楽：ケージとその後』（1974年）において踏襲されている。しかしこうした区別をせず、「実験音楽」と「前衛音楽」をほぼ同義のものとして両者を区別せず用いる場合もある。

## 世界の実験音楽
1960年代以降、実験音楽、前衛音楽のシーンは特に活動が活発化した。現代音楽では作曲の技法に重点が置かれているのに対し、実験音楽は音楽的な行為の枠を問うのが特徴である。
実験音楽の代表的な音楽家としては、ジョン・ケージや、ソニック・アーツ・ユニオンを構成したロバート・アシュリー、アルヴィン・ルシエ、ゴードン・ムンマ、デヴィッド・バーマン、デイヴィッド・チューダーらがいる。また、デレク・ベイリー、ギャヴィン・ブライアーズ、フィリップ・グラス、テリー・ライリー、スティーヴ・ライヒ、クリスチャン・ウォルフ、モートン・フェルドマンらも実験音楽家として知られている。スティーヴ・ライヒの音楽は、特に「ミニマル・ミュージック」と呼ばれている。
多くの実験音楽家は他の分野の芸術家との交流も深く、それぞれの芸術活動に大きい影響を与えた。マルセル・デュシャンやマース・カニンガムなどは特に、交流のある実験音楽家なしに成立しなかった作品も存在する。偶然性の音楽はマルセル・デュシャンの姉妹イボンヌとマグデレーヌによって作曲され、1920年のダダ・イベントで演奏されている。また、実験音楽にはクラシック音楽サイドからのアプローチだけでなく、ロックやジャズなどの音楽ジャンルからの試みもさかんにおこなわれてきた。フリー・ジャズのオーネット・コールマン、前衛ロックではフランク・ザッパが率いたザ・マザーズ・オブ・インヴェンション、ルー・リードのヴェルヴェット・アンダーグラウンド、キャプテン・ビーフハート・アンド・ヒズ・マジック・バンドやレジデンツなどがエクスペリメンタル・ロックとしてあげられる。イギリスでは、ビートルズのジョン・レノンがオノ・ヨーコと実験音楽アルバム『トゥー・ヴァージンズ』を発表した。プログレッシブ・ロック系のブライアン・イーノ、ロバート・フリップ、フレッド・フリス参加のヘンリー・カウ、ジャズ・ロックからソフト・マシーンなどが参入した。旧西ドイツでは、フルクサスの流れを汲むカンやファウスト、現代音楽家を擁するスラップ・ハッピーなども実験音楽に接近した。またスラップ・ハッピーとヘンリー・カウは協力してアルバムを制作している。プログレッシブ・ロックが衰退した1970年代後半には、パンク、ニュー・ウェイヴ系のデヴィッド・バーンとトーキング・ヘッズ、キャバレー・ヴォルテールやディス・ヒート、PIL、ジェームス・チャンスやDNA、ローリー・アンダーソン（1980年代に登場）らが登場した。
アメリカ、ヨーロッパのローカルな実験音楽家としては、フランコ・バッティアート、アメリカ出身でイギリスを中心に活動したデヴィッド・ヴォーハウスのプロジェクト・ユニット「ホワイト・ノイズ」らが活動している。

## 日本の実験音楽
日本の実験音楽としては、まず阿部薫、高柳昌行、大友良英、蓮沼執太などのフリー・ジャズ（またはジャズ・クロスオーバー）があげられる。巻上公一とヒカシューも実験音楽・前衛ロックの分野で活躍してきた。現代音楽からのアプローチを試みた音楽家としては、武満徹がいた。また、タージ・マハル旅行団（Taj Mahal Travelers）は、1969年、フルクサスのメンバーであった小杉武久を中心に結成され、ジャズ、ロック、現代音楽などあらゆる音楽の要素を融合した。彼らは、ヴァイオリン、ダブルベース、チューバ、トランペット、マンドリンなど伝統的な楽器を用い、ディレイなどの電子エフェクターを使用した即興演奏で、国内外を公演し録音作品を2作残した。